# David Nied
David Glen Nied (né le 22 décembre 1968 à Dallas, Texas, États-Unis) est un lanceur droitier de baseball ayant joué dans les Ligues majeures de 1992 à 1996. Il est le premier joueur choisi par la franchise des Rockies du Colorado au repêchage d'expansion de 1992.

## Carrière
Joueur de l'Université du Kentucky, David Nied est repêché en 14e ronde par les Braves d'Atlanta en 1987. Il fait ses débuts dans le baseball majeur avec cette équipe le 1er septembre 1992. Lanceur partant à son premier match, il remporte sa première victoire dans un gain d'Atlanta sur les Mets de New York. Il ne dispute que six parties en fin d'année avec les Braves, deux comme partant et quatre comme lanceur de relève et maintient une moyenne de points mérités de 1,16 en 23 manches lancées, avec trois victoires et aucune défaite. Même s'il est classé 23e meilleur joueur d'avenir du baseball par Baseball America avant la saison 1993, Nied ne fait pas partie des joueurs que les Braves protègent en vue du repêchage d'expansion de novembre 1992 visant à composer les deux nouvelles franchises qui se joignent à la Ligue nationale de baseball la saison suivante, les Rockies du Colorado et les Marlins de la Floride. Le 17 novembre 1992, David Nied devient donc le premier joueur sélectionné par Colorado lors de cet événement. Il n'est cependant par le premier joueur de cette nouvelle équipe, l'honneur revenant plutôt à Ryan Turner, un joueur mis sous contrat en 1991 qui n'atteindra jamais les majeures.
Le 5 avril 1993, David Nied est le lanceur partant des Rockies pour le premier match de leur histoire, une défaite de 3-0 au Shea Stadium de New York contre les Mets. Il est le premier de la franchise à affronter un frappeur adverse, Vince Coleman, qu'il retire sur des prises, et accorde le premier coup sûr à Eddie Murray et le premier coup de circuit à Bobby Bonilla. Lanceur perdant de cette partie, il est le premier artilleur des Rockies crédité d'une défaite, mais réalise plus tard le premier match complet de l'histoire de la franchise, le 15 avril dans un gain de 2-1 sur les Mets. Il complète 1993 avec 5 victoires, 9 défaites et une moyenne de points mérités de 5,17 en 87 manches lancées dans ses 16 départs. En 1994, Nied amorce 22 parties et maintient une moyenne de 4,80 en 122 manches au monticule. Il remporte 9 parties contre 7 défaites et lance deux matchs complets. L'un d'entre eux, le 21 juin 1994 au Colorado contre les Astros de Houston, est le premier blanchissage réussi par un lanceur des Rockies depuis leur entrée dans la ligue.
Après cette saison 1994, Nied ne remporte plus un autre match dans le baseball majeur et ne joue que six parties pour Colorado en 1995 et 1996. Mis sous contrat par les Reds de Cincinnati en prévision de la saison 1997 mais trop souvent blessé, il choisit au printemps la retraite à l'âge de 28 ans.
David Nied a joué 52 parties, dont 41 comme lanceur partant, dans le baseball majeur. Sa moyenne de points mérités en carrière s'élève à 5,06 en 241 manches et deux tiers lancées, avec 17 victoires, 18 défaites, trois matchs complets, un blanchissage et 146 retraits sur des prises.